# Georges Hurmuz
Georges Hurmuz CMV (* 1797 in Konstantinopel, Osmanisches Reich; † 12. April 1876) war ein osmanischer armenisch-katholischer Ordensgeistlicher und Generalabt der Mechitaristen von Venedig.

## Leben
Georges Hurmuz trat der Ordensgemeinschaft der Mechitaristen von Venedig bei und empfing am 17. Januar 1819 das Sakrament der Priesterweihe.
Am 14. August 1846 wurde Hurmuz Generalabt der Mechitaristen von Venedig. Papst Pius IX. ernannte ihn am gleichen Tag zum Titularerzbischof von Siunia. Der Kardinalpräfekt der Kongregation De Propaganda Fide, Giacomo Filippo Fransoni, spendete ihm am 23. August desselben Jahres die Bischofsweihe; Mitkonsekratoren waren der Sekretär der Kongregation De Propaganda Fide, Kurienerzbischof Giovanni Brunelli, und der Bischof von Recanati und Loreto, Francesco Brigante Colonna.
Georges Hurmuz nahm am Ersten Vatikanischen Konzil teil.